# Richard Shaw
Richard Edward Shaw (Brentford, 11 september 1968) is een Engels voormalig profvoetballer. Hij was een centrale verdediger die het grootste gedeelte van zijn loopbaan voor twee clubs uitkwam, Crystal Palace en Coventry City. Shaw beëindigde zijn loopbaan in 2008. 

## Clubcarrière
Richard Shaw speelde 253 wedstrijden in de Premier League voor Crystal Palace, waar hij van 1986 tot 1995 actief was, en Coventry City. Hij was de Crystal Palace-speler die op 25 januari 1995, thuis op Selhurst Park, de Franse Manchester United-aanvaller Éric Cantona dermate frustreerde met intensieve mandekking, waarna die laatste werd uitgesloten omdat hij Shaw gefrustreerd te lijf ging. Cantona verliet het veld pas nadat hij een geamuseerde Crystal Palace-fan een karatetrap had uitgedeeld en werd negen maanden geschorst.

### Crystal Palace
Shaw, met kenmerkende dreadlocks, debuteerde voor jojo-club Crystal Palace – de club promoveerde en degradeerde regelmatig in die tijd – in 1986 en speelde meer dan 200 wedstrijden in de hoofdmacht van de Londense club. In 1991 won Shaw de Full Members Cup na winst in de finale tegen Everton. Crystal Palace-aanvaller Ian Wright was in de fleur van zijn leven en leverde een hattrick af. Palace won de finale met 4–1. 
Na afloop van het inaugurele seizoen van de Premier League maakte Shaw met The Eagles een degradatie mee. Een jaar later keerde Crystal Palace terug als kampioen van de First Division en speelde het Cantona-incident zich af, met ook Shaw in een hoofdrol. Shaw bereikte de finale van de FA Cup met de club in 1990, maar deze werd verloren tegen Manchester United (3–3 en 0–1). Hij speelde beide wedstrijden negentig minuten op de positie van linksachter.

### Coventry City
In de zomer van 1995, na negen jaar, verruilde hij Crystal Palace voor Coventry City en was uiteindelijk 11 seizoenen actief bij de club waarmee hij vooral tegen de degradatie streed. Shaw degradeerde met Coventry uit de Premier League in mei 2001. 

### Millwall
Shaw verliet Coventry in 2006, waarna de verdediger zijn carrière beëindigde bij Millwall in 2008.

## Erelijst
| Competitie                                      |                |                |
| Competitie                                      | Aantal         | Jaren          |
| Crystal Palace                                  | Crystal Palace | Crystal Palace |
| ----------------------------------------------- | -------------- | -------------- |
| First Division / Second Division / Championship | 1×             | 1993/94        |
| Full Members Cup                                | 1x             | 1990/91        |